# Тарасівка (Жмеринський район)
Тара́сівка — село в Україні, у Станіславчицькій сільській громаді Жмеринського району Вінницької області.

## Відомі люди

### Народилися
- Чайковський Микола Петрович (1922—2011) — український дослідник і охоронець природи, науковець.

### Працювали
- Загрійчук Анатолій Леонідович (1951—2014) — український письменник, священник, педагог.